# 키부나무타기쥐
키부나무타기쥐(Dendromus nyasae)는 붉은숲쥐과에 속하는 설치류의 일종이다. 부룬디와 콩고민주공화국, 르완다, 말라위, 탄자니아, 우간다 그리고 잠비아에서 발견된다. 자연 서식지는 아열대 또는 열대 기후 지역의 습윤 산지 숲과 고지대 초원, 습지, 농지 그리고 농장 지역이다.